# Туалетная бумага (Южный Парк)
«Туалетная бумага» (англ. Toilet Paper) — эпизод 703 (№ 99) сериала «Южный парк», его премьера состоялась 2 апреля 2003 года.

## Сюжет
Главные герои вынуждены остаться в школе после уроков, как наказание за то, что они слепили из глины эрегированный пенис на уроке по искусству. Разозлённые мальчики решают отомстить своей учительнице, миссис Стрибель, закидав дом, где она живёт, рулонами туалетной бумаги . Расследование приобретает черты настоящего серьёзного дела об очередном серийном маньяке, якобы закидывающем дома туалетной бумагой. Тем временем Кайл не может заснуть из-за угрызений совести. Картман, понимая, что он может всех сдать, приглашает его «покататься на лодке» по местному пруду (предварительно приготовив биту и цементный блок с цепями). Эрик смог позволить себе купить только поролоновую биту, которой не смог убить Кайла.
Чтобы узнать психологию маньяков, закидывающих дома туалетной бумагой, Барбреди отправляется в тюрьму, где в изоляторе сидит некий Джош (по своему поведению очень напоминающий Ганнибала Лектера), он рассказывает Барбреди о причинах подобных преступлений и т. д.
На следующий день ребята узнают, что некто признался в преступлении. Они идут в полицию и узнают, что это Баттерс, который после 40-часового допроса сам начал верить, что он преступник.
В отсутствие Эрика, Кайл говорит Стэну и Кенни, что не может видеть, как за его преступление наказан другой, и что он идёт к директрисе Виктории, чтобы признаться в преступлении. Придя на место, они видят, что Картман уже признался за них. Джоша также привозят к директрисе, так как он якобы уже знает, кто совершил преступление, но его помощь уже не нужна. Пользуясь случаем, когда он остаётся наедине с конвоиром, он заматывает его туалетной бумагой и сбегает.
На следующий день Джош звонит в полицейский участок, чтобы поблагодарить Барбреди. Оказывается, что он уже в Вашингтоне, и собирается закидать туалетной бумагой Белый дом.

## Пародии
- В данном эпизоде пародия на фильмы «Молчание ягнят» (Джош является аналогом Ганнибала Лектера, Барбреди — Кларисы Старлинг) и «Крёстный отец 2» (сцена на озере, когда Картман приглашает покататься на лодке, просит помочь ему затащить в лодку бетонный блок с цепями и затем пытается убить Кайла поролоновой битой).
- Сцена, когда Кайл ночью собирается рассказать всё маме, а открыв дверь своей комнаты, видит Картмана и говорит ему, что собирался попить воды, напоминает сцену из рассказа Рея Бредбери «Апрель 2000. Третья экспедиция» из сборника «Марсианские хроники».

## Факты
- В этой серии становится ясно, почему Барбреди стал полицейским (из-за унижений дяди).
- Когда продавец пропускает пачки туалетной бумаги через считыватель штрихкодов, на кассовом аппарате высвечивается цена упаковки — 1,50$.
- В тюрьме в первой камере можно заметить подростков, похожих на шестиклассников.
- В сцене, когда Барбреди идёт по тюрьме, играет музыкальная тема из игры Heroes of Might and Magic III (карта обелисков).
- В сцене в полицейском участке (когда мальчики приходят, чтобы увидеть, кто сознался в их преступлении), в оружейном шкафу рядом с винтовкой и ружьями видно бензопилу.
- Также в сцене где происходит опознание бумаги, видно Куролюба из одноимённой серии на доске справа.
- Когда мальчики слепили пенис, перчатки только у Кенни, а когда их оставляют после уроков, перчатки у Кенни и у Кайла, а когда Картман говорит про свой план, перчаток у Кайла опять нет, когда Кайл пинает Картмана, они опять есть.